# Carlos Sciucatti
Carlos Sciucatti (José C. Paz, Buenos Aires, Argentina; 7 de enero de 1986) es un exfutbolista argentino.

## Biografía
Sciucatti tuvo la posibilidad de trabajar como modelo en Yakarta, gracias a una amiga que lo ayudó a entrar en el medio. Tuvo la posibilidad de estar en televisión, participó en novelas, películas, videoclips como Kamu dan aku, que significa yo y vos.

## Clubes
| Club                 | País      | Año           |
| -------------------- | --------- | ------------- |
| Independiente        | Argentina | 2006 - 2007   |
| Academia FC          | Colombia  | 2007          |
| Persipura Jayapura   | Indonesia | 2008          |
| Persela Lamongan     | Indonesia | 2009          |
| Persidafon Dafonsoro | Indonesia | 2009-2010     |
| Pro Duta F.C.        | Indonesia | 2010-2011     |
| PSLS Lhokseumawe     | Indonesia | 2011-2013     |
| Persija Jakarta      | Indonesia | 2014          |
| Mitra Kukar FC       | Indonesia | 2016-presente |